# Peripatetische School

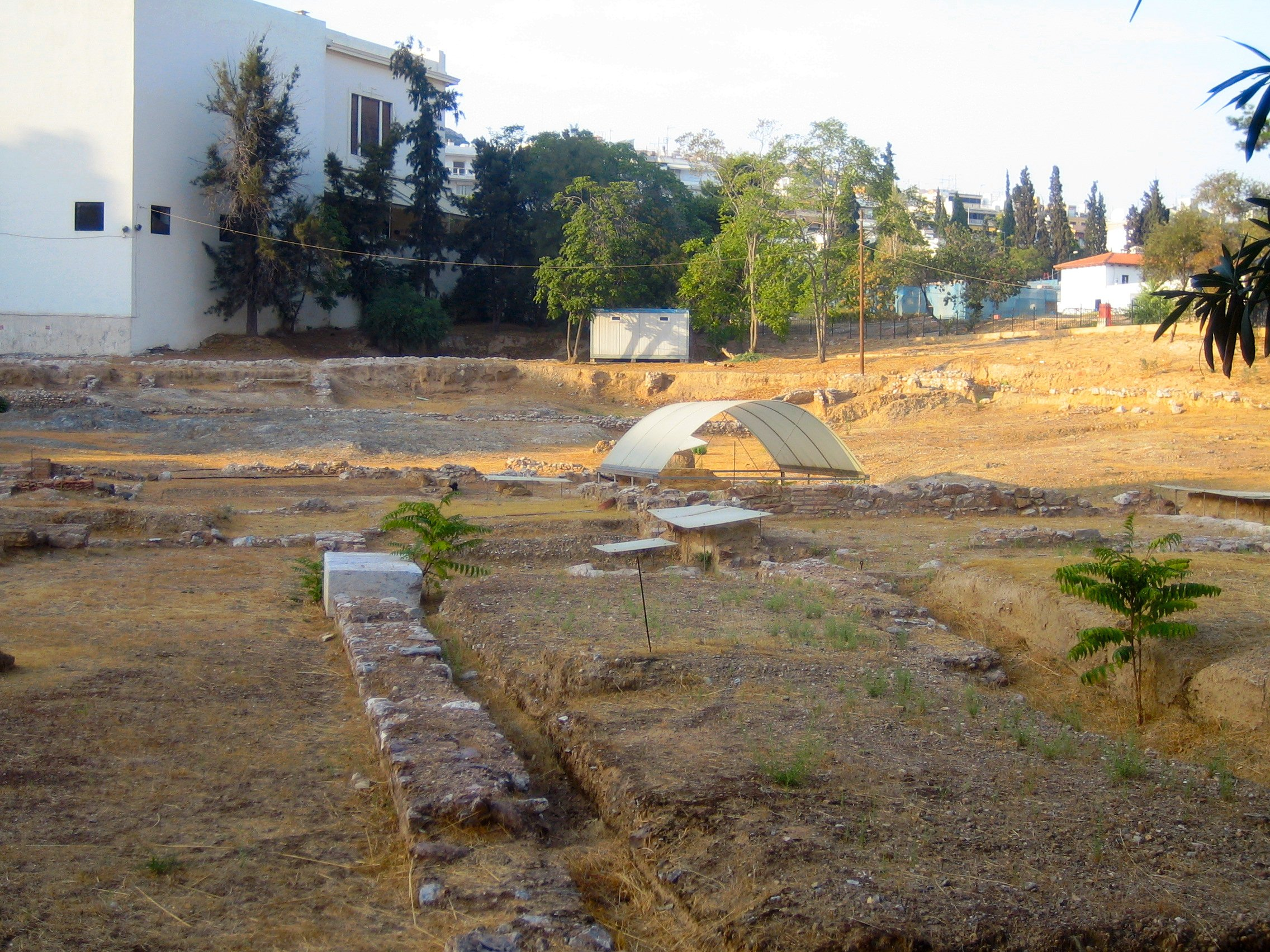
Opgravingen van de Peripatetische School.

De Peripatetische School was een school in het oude Athene, opgericht door Aristoteles, waar onderwijs in de filosofie werd gegeven. Φιλοσοφία, philosophía, was in het Oudgrieks een samenstelling van φιλεῖν, houden van en σοφία, wijsheid. De school volgde vooral de leer van Aristoteles. De naam heeft waarschijnlijk met de overdekte wandelgalerij, περιπατητικός, peripatêtikos te maken, waar Aristoteles en zijn opvolgers beschutting tegen de zon zochten. Volgens een legende, ontstaan na zijn dood, gaf Aristoteles wandelend les.
Aristoteles heeft bij de dood van zijn leermeester Plato in 347 v.C. de Akademeia verlaten. Philippus van Macedonië, de vader van Alexander de Grote nodigde Aristoteles in 343 v.C. uit om de opvoeding van de nog jonge Alexander op zich te nemen. Aristoteles begon daar een jaar later mee. Een tijdje nadat Alexander zijn vader in 336 v.C. als koning was opgevolgd, keerde Aristoteles naar Athene terug. In plaats ervan naar de Academie van Plato terug te gaan, besloot hij een nieuwe school aan het 'Lykeion', of Lyceum, op te richten, waar hij zijn werk kon voortzetten. Meer nog dan de Academie had het Lyceum van Aristoteles het karakter van een universiteit waar de aanwezigen konden studeren en onderzoek doen. De leraar of het 'schoolhoofd' had gewoonlijk de leiding over twee soorten leden: de presbyteroi, die ervaren waren en waarschijnlijk ook lesopdrachten vervulden en de neaniskoi, die nieuw waren. Het is niet bekend of er ook vrouwelijke filosofen op het Lyceum aanwezig waren.
Aristoteles' opvolgers, Theophrastus en Eudemus van Rhodos, waren ijverige geleerden, maar geen echte originele denkers. Ze bouwden verder op het werk van hun voorganger en stelden zich tevreden met het bedenken van aanvullingen. Theophrastus bijvoorbeeld deelde met Aristoteles een passie voor onderzoek en voor het aanbrengen van een systeem in de natuurverschijnselen. Hij breidde op het gebied van de ethiek de deugdenleer van zijn leermeester verder uit. Eudemus hield zich meer met de invloed van Plato in het werk van Aristoteles bezig, maar stond ook bekend om zijn 'wetenschappelijk' werk.
Na Theophrastus ontstond er een steeds grotere kloof tussen de filosofen en de vakgeleerden, wat het verval van de school inluidde. De publicatie van een deel van de manuscripten uit Aristoteles' bibliotheek door Tyrannion en Andronicus van Rhodos bracht in de 1e eeuw v.Chr. een herleving van de leer van Aristoteles.